# Martin Kasálek
Martin Kasálek (Brno, 8 settembre 1980) è un allenatore di calcio ed ex calciatore ceco, di ruolo difensore o centrocampista.